# Křepice (Stožice)
Křepice jsou malá vesnice, část obce Stožice v okrese Strakonice v Jihočeském kraji. Nachází se asi 1,5 kilometru jihozápadně od Stožic, po levé straně údolí Stožického potoka. Je zde evidováno 21 adres. V roce 2011 zde trvale žilo 53 obyvatel.
Křepice leží v katastrálním území Křepice u Vodňan o rozloze 3,99 km². V katastrálním území Křepice u Vodňan leží i Libějovické Svobodné Hory.

## Historie
První písemná zmínka o vesnici pochází z roku 1335. V roce 1927 zažily Křepice poslední zlatou horečku v Čechách. Na soukromé vozové cestě odbočující z hlavní silnice do Stožic ke kruhové cihelně Vojtěcha Mareše se 25. března objevily při roztloukání štěrku kusy zlata. Jako první si jich všiml listonoš Václav Prošek. Když je dovezl na poštu ve Vodňanech, vydal se do Křepic známý vlastivědný pracovník a katecheta Florian Fencl a podařilo se mu nalézt několik kousků křemene se zlatými plíšky. Ještě téhož dne a ve dnech následujících se sem valilo množství lidí z Vodňan a okolí a přehrabovali kámen na silnici. Ze začátku občas něco našli, ale brzy se místo vyčerpalo. Ukázalo se, že zlato bylo zarostlé jen do jediného balvanu křemene, pocházejícího z Hasíkova lomu západně od Křepic. Uvádí se, že v něm bylo asi jeden kilogram zlatých plíšků. Nejednalo se o ryzí zlato, ale o elektrum, přirozeně se vyskytující slitinu zlata a stříbra. Od roku 2007 těmito místy vede okružní naučná stezka Stožice.

## Obyvatelstvo
| Rok            | 1869 | 1880 | 1890 | 1900 | 1910 | 1921 | 1930 | 1950 | 1961 | 1970 | 1980 | 1991 | 2001 | 2011 | 2021 |
| -------------- | ---- | ---- | ---- | ---- | ---- | ---- | ---- | ---- | ---- | ---- | ---- | ---- | ---- | ---- | ---- |
| Počet obyvatel | 110  | 95   | 98   | 117  | 99   | 121  | 110  | 54   | 57   | 52   | 51   | 32   | 50   | 53   | 55   |
| Počet domů     | 18   | 18   | 19   | 18   | 20   | 20   | 20   | 21   | 21   | 15   | 14   | 17   | 19   | 21   | 23   |

## Obecní správa
Při sčítání lidu v letech 1850–1879 Křepice byly osadou obce Chelčice v okrese Prachatice. V letech 1880–1959 byly samostatnou obcí, se kterým patřily nejprve do okresu Písek, ale v roce 1950 v okrese Vodňany. V letech 1960–1975 byly částí obce Stožice v okrese Strakonice. Od 1. ledna 1976 do 31. prosince 1992 byly částí města Vodňany v okrese Strakonice. Od 1. ledna 1993 jsou opět částí obce Stožice v okrese Strakonice. V letech 1880–1959 k obci patřily Libějovické Svobodné Hory.